# Парламентские выборы в Германии (2025)
Досрочные парламентские выборы в Германии состоялись 23 февраля 2025 года. Изначально они должны были пройти осенью 2025 года, но в результате кризиса в правящей коалиции «Светофор» и отставки 6 ноября 2024 главы Свободной демократической партии (СвДП) Кристиана Линднера с поста министра финансов, Олаф Шольц объявил о проведении вотума доверия в бундестаге в январе 2025 и назначении новых выборов в марте этого же года. 12 ноября оппозиционный консервативный блок ХДС/ХСС, а также правившие Социал-демократическая партия Германии (СДПГ) и «Союз 90/Зелёные» согласовали дату объявления правительству Шольца вотума недоверия 16 декабря 2024 года, а также дату досрочных парламентских выборов 23 февраля 2025 года. 27 декабря президент Германии Франк-Вальтер Штайнмайер официально распустил бундестаг и назначил досрочные выборы на 23 февраля 2025 года.
По результатам выборов, консервативный блок Христианско-демократического союза (ХДС) и Христианско-социального союза (ХСС) занял первое место по доле полученных голосов, хотя и со вторым худшим результатом в послевоенной истории. Партия «Альтернатива для Германии» стала второй, заняв первое место во всех землях бывшей ГДР, и достигла своего наилучшего результата. 
Впервые в послевоенной истории на втором месте на федеральных выборах в Германии оказались не ХДС или СДПГ. СДПГ получила менее 20 % голосов впервые с 1933 года и достигла худшего результата по доле голосов с выборов в Германской империи 1887 года. Популярность «Зелёных», входивших в правящую коалицию вместе с СДПГ до выборов, также снизилась. Левая партия смогла сохранить присутствие в бундестаге, увеличив своё представительство по числу депутатов больше чем в полтора раза. Свободная демократическая партия и Союз Сары Вагенкнехт, которые были представлены в бундестаге до выборов, не смогли преодолеть электоральный барьер. Явка избирателей, составившая 82,5%, была наибольшей с момента объединения Германии в 1990 году.

## Дата
Согласно Основному закону Германии, очередные выборы в бундестаг должны были состояться не раньше, чем через 46 месяцев после начала работы очередного созыва, и не позже, чем через 48 месяцев. Поскольку голосование может происходить только в воскресенье или в день государственного праздника, существовал ограниченный набор вариантов: 31 августа, 7, 14, 21, 28 сентября, 3, 5, 12, 19 или (самое позднее) 26 октября 2025 года. Начиная с 1998 года выборы всегда проводятся в последнее или предпоследнее воскресенье сентября, но окончательное решение по этому вопросу принимает президент после согласования с федеральным и региональными правительствами.
В связи с тем, что двадцатый созыв бундестага прекратил работу досрочно, выборы должны пройти не позже, чем через 60 дней после роспуска парламента. 16 декабря 2024 года парламент вынес вотум недоверия правительству Шольца. 27 декабря президент Германии Франк-Вальтер Штайнмайер по просьбе канцлера Олафа Шольца распустил бундестаг и назначил досрочные парламентские выборы на 23 февраля 2025 года.

## Избирательная система
Территория Германии разделена на 299 округов. В Бундестаге 630 депутатских мест распределяются между партиями, заработавшими более 5 % голосов, партиями, получившими три прямых мандата (занявшими три и более мест в одномандатных округах), и партиями нацменьшинств. Места распределяются между партиями (земельными группами). Внутри партии в первую очередь места в Бундестаге получают обладатели прямых мандатов, а затем представители земельного списка.

## Контекст выборов
На выборах в 2021 году победу одержала Социал-демократическая партия Германии, которая сформировала коалицию со Свободной демократической партией и «Зелёными» (вместе они получили около 52 % голосов). Благодаря этому канцлером стал Олаф Шольц. На выборах в Европейский парламент в июне 2024 года три партии, входящие в правящую коалицию, смогли набрать всего 31 % голосов; тем не менее Шольц заявил, что снова будет участвовать в выборах. В сентябре коалиционные партии проиграли местные выборы в Саксонии и Тюрингии, а в Бранденбурге СДПГ удалось лишь незначительно опередить АдГ. В ноябре правительство не смогло утвердить проект госбюджета на 2025 год из-за разногласий между левоцентристами из СДПГ и правоцентристами из СвДП, что привело к отставке министров-либералов, развалу коалиции и началу политического кризиса.

## Участники выборов
Всего до выборов допущена 41 партия. Автоматически без необходимости сбора подписей до выборов допускаются партии, которые постоянно представлены в Бундестаге не менее чем пятью членами с момента предыдущих выборов (на этих выборах СДПГ, ХДС, Союз 90/Зелёные, СвДП, АдГ, ХСС и Левая партия) или постоянно представлены в парламенте любой федеральной земли не менее чем пятью членами с момента последних выборов в этой земле (Союз за Германию, Союз Сары Вагенкнехт и «Свободные избиратели»).
Другие партии обязаны обращаться в Федеральную избирательную комиссию за регистрацией. Комиссия должна определить, отвечают ли эти организации определению политической партии, данному в законе о политических партиях: стремятся ли они влиять на политику и получить парламентское представительство и дают ли масштаб, стабильность, количество членов и общественный авторитет достаточные гарантии серьёзности этой цели. Кроме того, большинство членов организации и её правления должны быть гражданами Германии, а сама организация должна находиться в стране и управляться из нее.
Перед выборами 2025 года 31 организация помимо 10 партий, представленных в бундестаге и земельных парламентах, была признана как партия, которая потенциально может участвовать в выборах. Однако для выдвижения кандидатов этим организациям необходимо собрать подписи избирателей: 200 подписей для выдвижения кандидата в округе и подписи в количестве 0,1% от количества избирателей федеральной земли (но не более 2000), если организация намерена выдвинуть список кандидатов в данной федеральной земле. Избирательной реформой 2023 года введено новое ограничение, согласно которому партии могут выставлять кандидатов в округах только в тех землях, в которых они выдвинули список кандидатов. Объединения национальных меньшинств освобождены от необходимости сбора подписей, и к ним не применяется пятипроцентный электоральный барьер. Обоснованность претензии объединения на представление интересов признанного национального меньшинства определяется Федеральной избирательной комиссией. На выборах 2025 года только Союз южношлезвигских избирателей имеет такой статус.
В итоге 29 из 41 партии, допущенной до участия в выборах, смогли собрать достаточное количество подписей (или не имели необходимости сбора подписей) и выдвинули списки кандидатов хотя бы в одной федеральной земле. Во всех 16 землях представлены СДПГ, Союз 90/Зелёные, СвДП, «Левые», Союз Сары Вагенкнехт, «Свободные избиратели», «Вольт Германия», «Альтернатива для Германии», Марксистско-ленинская партия Германии. Некоторые партии баллотируются не во всех землях. Например, в Баварии ХДС представлен в связке с ХСС, а Союз южношлезвигских избирателей, представляющий национальной меньшинство датчан, выдвинулся только в Шлезвиг-Гольштейне. Всего выдвинуто 229 земельных списков. 64 земельных списка были отклонены. В округах баллотируются 62 независимых кандидата.

## Опросы общественного мнения

Средняя кривая опросов о партийных предпочтениях на парламентских выборах 2025 года:

Перед настоящим голосованием с 7 по 14 февраля 2025 года были смоделированы молодёжные выборы для участников младше 18 лет. Было подано 166413 голосов. Левая партия получила наибольшее количество голосов среди молодежи — 20,8% от общего числа голосов. Далее следуют СДПГ с 17,9%, ХДС/ХСС с 15,7%, АдГ с 15,5% и Альянс 90/Зеленые с 12,5%. Партия защиты животных получила 3,8%, Свободная демократическая партия (СвДП) — 3,4%, а Блок Сары Вагенкнехт (БСВ) — 3,4%[значимость факта?].

## Результаты
|                                     |                                                            |                      |                      |                      |                          |                          |                          |       |              |
| Партия                              | Партия                                                     | По партийным спискам | По партийным спискам | По партийным спискам | По одномандатным округам | По одномандатным округам | По одномандатным округам | Всего | Изменение    |
| Партия                              | Партия                                                     | Голосов              | %                    | Мест                 | Голосов                  | %                        | Мест                     | Всего | Изменение    |
|                                     | Христианско-демократический союз Германии                  | 11 194 700           | 22,55                | 36                   | 12 601 967               | 25,46                    | 128                      | 164   | ▲ 12         |
|                                     | Альтернатива для Германии                                  | 10 327 148           | 20,80                | 110                  | 10 175 438               | 20,56                    | 42                       | 152   | ▲ 69         |
|                                     | Социал-демократическая партия Германии                     | 8 148 284            | 16,41                | 76                   | 9 934 614                | 20,07                    | 44                       | 120   | ▼ 86         |
|                                     | Союз 90/Зелёные                                            | 5 761 476            | 11,61                | 73                   | 5 442 912                | 11,00                    | 12                       | 85    | ▼ 33         |
|                                     | Левая партия                                               | 4 355 382            | 8,77                 | 58                   | 3 932 584                | 7,94                     | 6                        | 64    | ▲ 25         |
|                                     | Христианско-социальный союз                                | 2 963 732            | 5,97                 | 0                    | 3 271 730                | 6,61                     | 44                       | 44    | ▼ 1          |
|                                     | Союз Сары Вагенкнехт                                       | 2 468 670            | 4,97                 | 0                    | 299 226                  | 0,60                     | 0                        | 0     | новая партия |
|                                     | Свободная демократическая партия                           | 2 148 878            | 4,33                 | 0                    | 1 623 351                | 3,28                     | 0                        | 0     | ▼ 91         |
|                                     | Свободные избиратели                                       | 769 170              | 1,55                 | 0                    | 1 254 488                | 2,53                     | 0                        | 0     | ▬            |
|                                     | Партия защиты окружающей среды человека и животных         | 482 032              | 0,97                 | 0                    | 82 485                   | 0,17                     | 0                        | 0     | ▬            |
|                                     | Вольт Германия                                             | 355 146              | 0,72                 | 0                    | 391 577                  | 0,79                     | 0                        | 0     | ▬            |
|                                     | ПАРТИЯ                                                     | 242 806              | 0,49                 | 0                    | 122 386                  | 0,25                     | 0                        | 0     | ▬            |
|                                     | Истинная демократическая партия Германии                   | 85 557               | 0,17                 | 0                    | 41 903                   | 0,08                     | 0                        | 0     | ▬            |
|                                     | Альянс Германия                                            | 79 012               | 0,16                 | 0                    | 88 046                   | 0,18                     | 0                        | 0     | новая партия |
|                                     | Союз южношлезвигских избирателей                           | 76 126               | 0,15                 | 1                    | 58 773                   | 0,12                     | 0                        | 1     | ▬            |
|                                     | Экологическая демократическая партия                       | 49 730               | 0,10                 | 0                    | 54 641                   | 0,11                     | 0                        | 0     | ▬            |
|                                     | Команда Тоденхёфер                                         | 24 558               | 0,05                 | 0                    | 9757                     | 0,02                     | 0                        | 0     | ▬            |
|                                     | Партия прогресса                                           | 21 377               | 0,04                 | 0                    | 1282                     | 0,00                     | 0                        | 0     | ▬            |
|                                     | Марксистско-ленинская партия Германии                      | 19 876               | 0,04                 | 0                    | 24 208                   | 0,05                     | 0                        | 0     | ▬            |
|                                     | Партия гуманистов                                          | 14 446               | 0,03                 | 0                    | 1873                     | 0,00                     | 0                        | 0     | ▬            |
|                                     | Партия пиратов Германии                                    | 13 809               | 0,03                 | 0                    | 2152                     | 0,00                     | 0                        | 0     | ▬            |
|                                     | Партия Баварии                                             | 12 315               | 0,02                 | 0                    | 5784                     | 0,01                     | 0                        | 0     | ▬            |
|                                     | Союз C — Христиане за Германию                             | 11 784               | 0,02                 | 0                    | 2021                     | 0,00                     | 0                        | 0     | ▬            |
|                                     | МЕРА25                                                     | 7128                 | 0,01                 | 0                    |                          |                          |                          | 0     | новая партия |
|                                     | Союз ценностей                                             | 6803                 | 0,01                 | 0                    | 2844                     | 0,01                     | 0                        | 0     | новая партия |
|                                     | Солидарность движения за гражданские права                 | 719                  | 0,00                 | 0                    | 1303                     | 0,00                     | 0                        | 0     | ▬            |
|                                     | Человечный мир                                             | 694                  | 0,00                 | 0                    |                          |                          |                          | 0     | ▬            |
|                                     | Партия социалистического равенства                         | 425                  | 0,00                 | 0                    | 73                       | 0,00                     | 0                        | 0     | ▬            |
|                                     | Партия за биомедицинские исследования в области омоложения | 304                  | 0,00                 | 0                    |                          |                          |                          | 0     | ▬            |
|                                     | Независимые кандидаты                                      |                      |                      |                      | 70 110                   | 0,14                     | 0                        | 0     | ▬            |
| Общая информация                    |                                                            |                      |                      |                      |                          |                          |                          |       |              |
| Действительные голоса               | Действительные голоса                                      | 49 642 087           | 99,43                |                      | 49 498 186               | 99,14                    |                          |       |              |
| Пустые и недействительные голоса    | Пустые и недействительные голоса                           | 285 228              | 0,57                 |                      | 429 129                  | 0,86                     |                          |       |              |
| Всего                               | Всего                                                      | 49 927 315           | 100,00               | 354                  | 49 927 315               | 100,00                   | 276                      | 630   |              |
| Зарегистрировано избирателей/явка   | Зарегистрировано избирателей/явка                          | 60 490 603           | 82,54                |                      | 60 490 603               | 82,54                    |                          |       |              |
| Источники:Federal Returning Officer |                                                            |                      |                      |                      |                          |                          |                          |       |              |

| Доля голосов за партийные списки по землям | Доля голосов за партийные списки по землям | Доля голосов за партийные списки по землям | Доля голосов за партийные списки по землям | Доля голосов за партийные списки по землям | Доля голосов за партийные списки по землям | Доля голосов за партийные списки по землям | Доля голосов за партийные списки по землям | Доля голосов за партийные списки по землям |      |   |
| Земля                                      | СДПГ                                       | ХДС/ХСС                                    | Зелёные                                    | СвДП                                       | АдГ                                        | Левые                                      | ССВ                                        | Прочие                                     |      |   |
| ------------------------------------------ | ------------------------------------------ | ------------------------------------------ | ------------------------------------------ | ------------------------------------------ | ------------------------------------------ | ------------------------------------------ | ------------------------------------------ | ------------------------------------------ | ---- | - |
| Земля                                      | Шлезвиг-Гольштейн                          | 19.2%                                      | 26.2%                                      | 15.0%                                      | 4.5%                                       | 16.3%                                      | 8.3%                                       | Прочие                                     | 3.5% | - |
| Мекленбург-Передняя Померания              | 12.4%                                      | 17.8%                                      | 5.4%                                       | 3.2%                                       | 35.1%                                      | 12.0%                                      | 10.5%                                      | -                                          |      |   |
| Гамбург                                    | 22.7%                                      | 20.8%                                      | 19.3%                                      | 4.5%                                       | 10.9%                                      | 14.4%                                      | 4.0%                                       | -                                          |      |   |
| Нижняя Саксония                            | 23.4%                                      | 27.9%                                      | 11.2%                                      | 4.0%                                       | 18.2%                                      | 7.9%                                       | 3.8%                                       | -                                          |      |   |
| Бремен                                     | 23.1%                                      | 20.5%                                      | 15.6%                                      | 3.5%                                       | 15.1%                                      | 14.8%                                      | 4.3%                                       | -                                          |      |   |
| Бранденбург                                | 14.81%                                     | 18.09%                                     | 6.59%                                      | 3.25%                                      | 32.50%                                     | 10.70%                                     | 10.70%                                     | -                                          |      |   |
| Саксония-Анхальт                           | 10.9%                                      | 19.1%                                      | 4.4%                                       | 3.1%                                       | 37.2%                                      | 10.8%                                      | 11.2%                                      | -                                          |      |   |
| Берлин                                     | 15.2%                                      | 18.3%                                      | 16.9%                                      | 3.8%                                       | 15.1%                                      | 19.9%                                      | 6.6%                                       | -                                          |      |   |
| Северный Рейн-Вестфалия                    | 19.0%                                      | 32.5%                                      | 11.8%                                      | 4.4%                                       | 17.1%                                      | 7.4%                                       | 4.0%                                       | -                                          |      |   |
| Саксония                                   | 8.5%                                       | 19.4%                                      | 3.6%                                       | 3.1%                                       | 37.6%                                      | 11.8%                                      | 9.1%                                       | -                                          |      |   |
| Гессен                                     | 18.4%                                      | 28.9%                                      | 12.6%                                      | 5.0%                                       | 17.8%                                      | 8.7%                                       | 4.4%                                       | -                                          |      |   |
| Тюрингия                                   | 8.7%                                       | 17.5%                                      | 4.5%                                       | 2.8%                                       | 38.8%                                      | 15.3%                                      | 9.5%                                       | -                                          |      |   |
| Рейнланд-Пфальц                            | 18.6%                                      | 31.8%                                      | 9.5%                                       | 4.7%                                       | 20.2%                                      | 6.1%                                       | 4.1%                                       | -                                          |      |   |
| Бавария                                    | 11.5%                                      | 37.1%                                      | 11.9%                                      | 4.1%                                       | 19.1%                                      | 5.8%                                       | 3.1%                                       | -                                          |      |   |
| Баден-Вюртемберг                           | 14.0%                                      | 32.8%                                      | 11.3%                                      | 6.2%                                       | 21.7%                                      | 5.6%                                       | 4.2%                                       |                                            |      |   |
| Саар                                       | 22.1%                                      | 26.5%                                      | 8.1%                                       | 4.2%                                       | 20.4%                                      | 8.0%                                       | 6.0%                                       | -                                          |      |   |

### Распределение депутатов по землям и округам

Прямые мандаты

### Запасные депутаты
Впервые в истории ФРГ после выборов кандидаты, занявшие первое место в одномандатных округах, не получили мандатов. Среди них пятнадцать представителей ХДС (Баден-Вюртемберг, Гессен, Рейнланд-Пфальц, Бавария, Шлезвиг), четыре представителя АдГ (Бранденбург, Мекленбург, Саксония, Саксония-Анхальт), три представителя ХСС и один представитель СДПГ в Бремене. 

## Возможные коалиции
Ни одна из участниц развалившейся в 2024 году коалиции «Светофор» не выступила в поддержку возобновления коалиции после выборов. Кристиан Линднер, лидер СвДП, категорически отверг любую возможность возобновления коалиции «Светофор» для его партии.
Наиболее вероятным считается правительство, возглавляемое консервативным альянсом ХДС/ХСС, имеющим по опросам избирателей значительное лидерство. Лидер ХДС Фридрих Мерц заявил о готовности обсудить формирование правящей коалиции с СДПГ, СвДП и зелёными. Лидер ХСС Маркус Зёдер открыто отказался формировать правительство с зелёными, а сотрудничество с СДПГ он допустил только в случае, если действующий канцлер Олаф Шольц не будет включён в новое правительство.
Лидер СвДП Кристиан Линднер объявил о желании войти в коалицию с ХДС/ХСС, как было ранее во время второго правительства Ангелы Меркель, и раскритиковал готовность Фридриха Мерца к союзу с социал-демократами и зелёными. При этом сама СвДП не вошла в Бундестаг из-за процентного барьера, поэтому их вступление в коалицию с любой другой партией невозможно на данный момент.
По результатам выборов количество партий, необходимых для получения большинства голосов в бундестаге, будет зависеть от партии-основы коалиции. Для ХДС/ХСС получение большинства будет возможно при формировании коалиции с одной (СДПГ или АдГ) или двумя партиями. Согласно результатам, помимо ХДС/ХСС преодолели процентный барьер, равный 5 %, СДПГ, АдГ, Зелёные и Левые. Не прошли в парламент СвДП, «Свободные избиратели» и Союз Сары Вагенкнехт, что уменьшает количество партий в бундестаге, а также количество партий, необходимых для формирования коалиции.
6 мая 2025 года состоялось первое голосование по утверждению кандидатуры бундескацлера. Представитель ХДС Мерц не смог получить необходимые 316 голосов.

### «Брандмауэр»
Центристские партии в Германии приняли политику «Брандмауэра» и отказываются участвовать в коалициях на национальном уровне как с ультралевыми, так и с ультраправыми. Так, ХДС, СДПГ, зелёные и СвДП отвергли возможность формирования в бундестаге правящей коалиции с Союзом Сары Вагенкнехт, хотя на уровне парламентов земель существуют коалиция СДПГ-Союз Сары Вагенкнехт в Бранденбурге и коалиция ХДС-СДПГ-Союз Сары Вагенкнехт в Тюрингии.
Указанные четыре партии также отказываются от сотрудничества с АдГ. ХДС принял резолюцию о несовместимости с АдГ и Левой партией, запретив любое сотрудничество с ними на национальном уровне. СвДП также отвергает возможность формирования коалиции с Левой партией.
После происшествия в Ашаффенбурге, когда получивший отказ проситель убежища из Афганистана убил двух человек, Фридрих Мерц 22 января 2025 года объявил, что ХДС внесёт в бундестаг две необязывающие резолюции по миграционной политике и внутренней безопасности, и обратился за поддержкой к депутатам от СДПГ и зелёных. Несмотря на критику резолюций со стороны этих партий, 29 января 2025 года план Мерца из пяти пунктов по ужесточению миграции был одобрен 348 голосами депутатов от ХДС/ХСС, СвДП, АдГ и Союза Сары Вагенкнехт при 345 голосах «против». Депутаты от СДПГ, зелёных и Левой партии обвиняли Фридриха Мерца в сотрудничестве с АдГ, которое он, однако, опроверг. Аналогичную обеспокоенность выразили представители католической и протестантских церквей, а также Центрального совета евреев. После голосования сотни тысяч протестующих по всей Германии вышли на демонстрации против предложений Фридриха Мерца и сотрудничества с крайне правой АдГ. Позднее 31 января 2025 года уже юридически обязывающий законопроект, предложенный ХДС для ограничения миграции, был отклонён бундестагом при 350 голосах «против» и 338 голосах «за», несмотря на поддержку АдГ.
Хотя дебаты о «Брандмауэре» доминировали в политическом дискурсе в последующие недели, данные Politbarometer свидетельствовали о том, что общественное мнение равномерно разделилось между одобрением и критикой действий Мерца, что не привело к серьёзным изменениям в опросах.